# KZ-Außenlager Schwarzheide

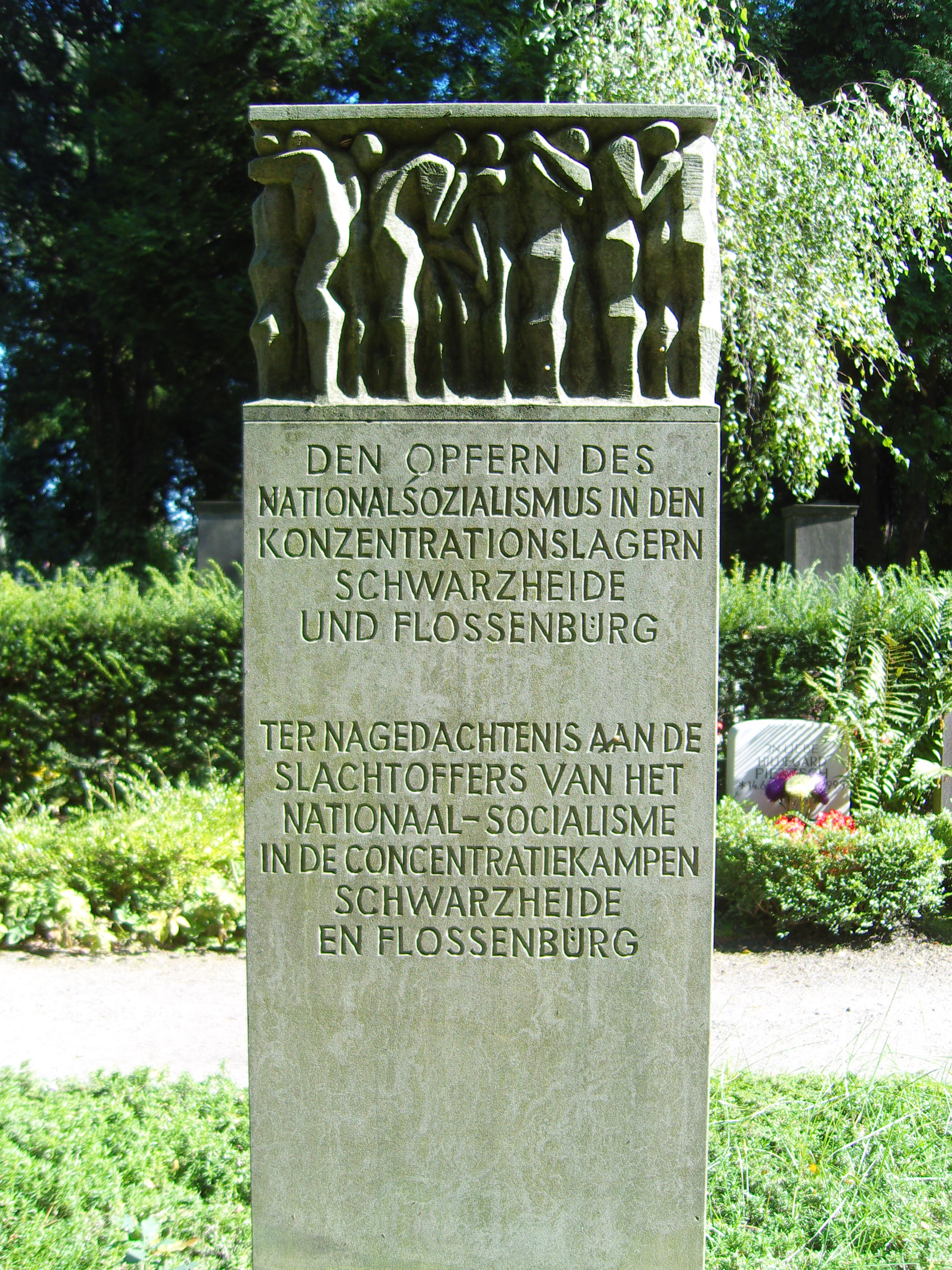
Denkmal für die Opfer der Konzentrationslager Schwarzheide und Flossenbürg im Urnenhain auf dem Friedhof Tolkewitz in Dresden

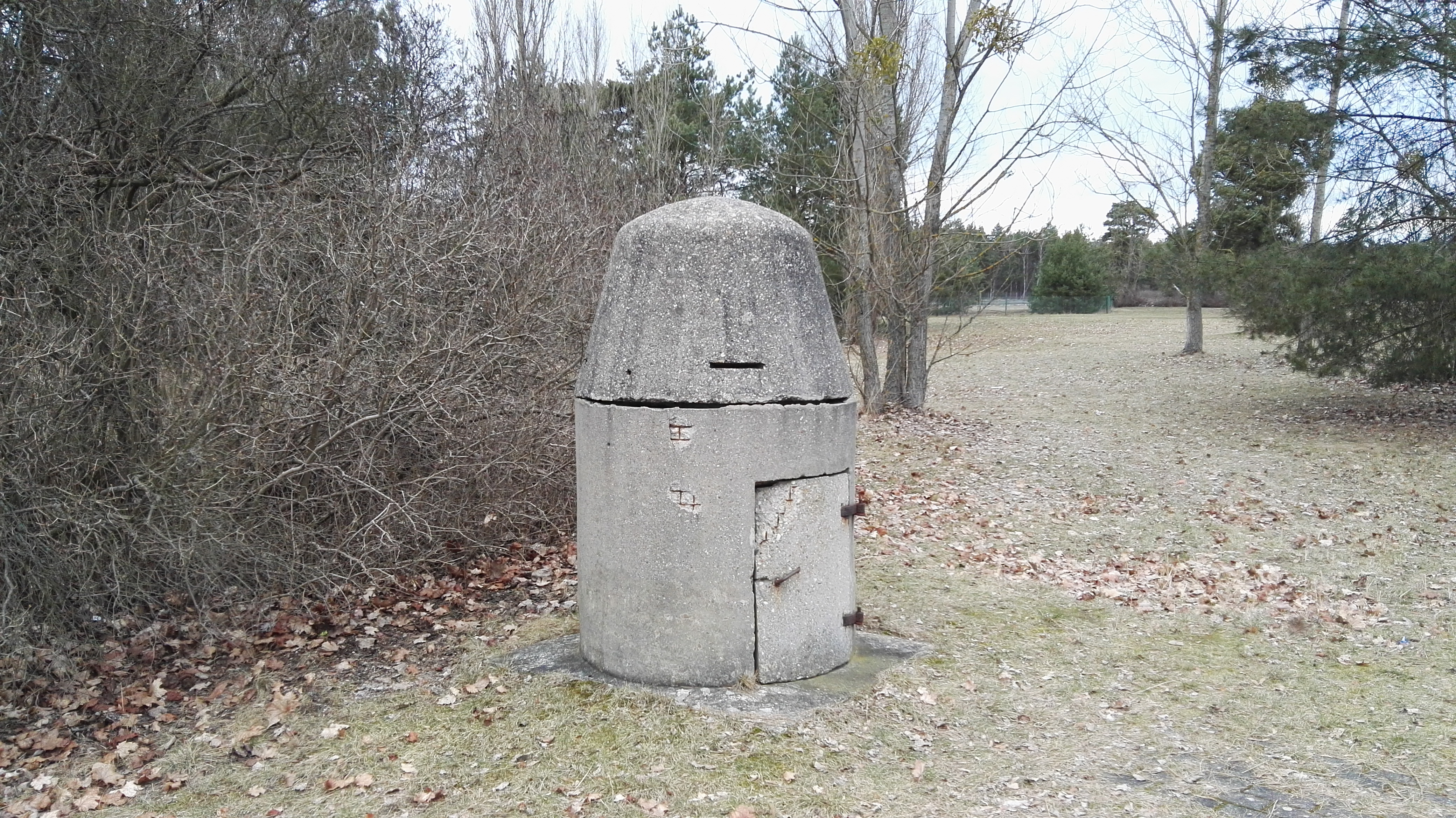
Einmannbunker auf dem Gelände des ehemaligen KZ

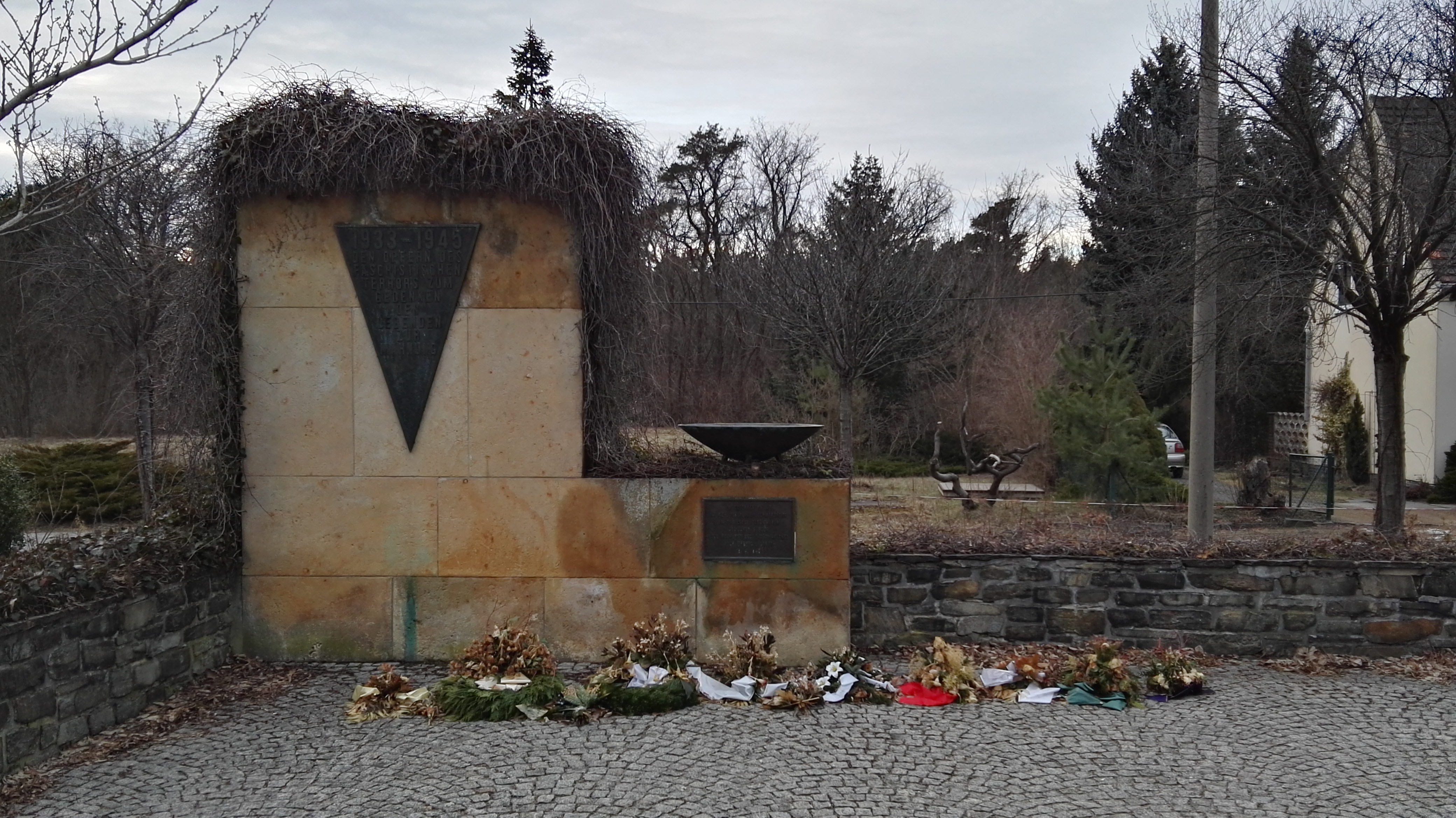
Gedenkstätte in Schwarzheide

Das KZ-Außenlager Schwarzheide befand sich etwa einen Kilometer nordöstlich vom Ort Schwarzheide entfernt, zwischen der Schipkauer Straße und der Autobahn A13 auf Höhe der heutigen Lackanlage der BASF Schwarzheide GmbH.

## Beschreibung
Während des Zweiten Weltkriegs entstanden vor allem in den heutigen Bundesländern Berlin, Brandenburg und Mecklenburg-Vorpommern mehr als 100 Außenlager der KZ Sachsenhausen und Ravensbrück. Das KZ-Außenlager Schwarzheide war vom 5. Juli 1944 bis 16. April 1945 eines der Sachsenhausen-Außenlager mit ungefähr zehn Holzbaracken in einem Kiefernwäldchen.
Es entstand im Rahmen des sogenannten Mineralölsicherungsplans nach Beginn der Alliierten Luftoffensive auf die deutsche Treibstoffindustrie. Nahe dem Zwangsarbeitslager befand sich in einer Entfernung von rund 100 Metern ein Hydrierwerk der Braunkohle-Benzin-AG (BRABAG), das im Fischer-Tropsch-Verfahren synthetische Kraftstoffe, insbesondere Diesel für die Kriegsmarine produzierte.
Das Lager wurde vorher für eine Abteilung der deutschen Schutzpolizei, dann als Kriegsgefangenenlager für italienische Gefangene genutzt. Am 3. Juli 1944 trafen ungefähr 1000 Inhaftierte von Auschwitz-Birkenau ein, um nach den Bombardements der Alliierten Wiederaufbauarbeit zu leisten. Ein Großteil der 1000 Häftlinge waren Tschechoslowaken jüdischer Herkunft. Neben der Beseitigung der Trümmer mussten die Häftlinge unter anderem Panzersperren und sogenannte Salzgitter-Bunker in Rekordzeiten errichten. Viele der Häftlinge erlagen hier den Strapazen.
Im Oktober 1944 kam der erste Nachfolgetransport von Juden im Lager Schwarzheide an, der die Lücken der bis dahin verstorbenen und umgebrachten Häftlinge auffüllen sollte. Anfang 1945 folgten mindestens zwei weitere Transporte aus dem KZ Sachsenhausen. Es handelte sich zumeist um nichtjüdische Männer aus der UdSSR, aus Polen, Frankreich, Österreich, Niederlande und Deutschland, unter ihnen zahlreiche Widerstandskämpfer. Einer dieser Transporte, der am 7. März 1945 eintraf, umfasste 300 Häftlinge. Am 23. März 1945 wurde ein Zug von 300 Häftlingen über Ruhland ins Vernichtungslager Bergen-Belsen deportiert.
Von den Schwarzheider Häftlingen hatten bis zu Beginn der Evakuierung des Lagers im April 1945 mehr als 600 überlebt. Für diese 600 Männer aus sieben Ländern (ČSR, UdSSR bzw. Ukraine, Polen, Frankreich, Österreich, Niederlande und Deutschland) begann am 18. April 1945 ein Todesmarsch südwärts in Richtung der böhmischen Stadt Warnsdorf im Reichsgau Sudetenland. Von hier aus erfolgte über verschiedene Stationen in Güterwagen bis zum 7. Mai 1945, unmittelbar vor der Befreiung durch die Rote Armee, der Rücktransport in das KZ Theresienstadt. Von den ehemals 1000 Häftlingen überlebt nach Angaben von Jakov Tsur, einem ehemaligen Häftling, weniger als ein Drittel.

## Chronologie des Todesmarsches

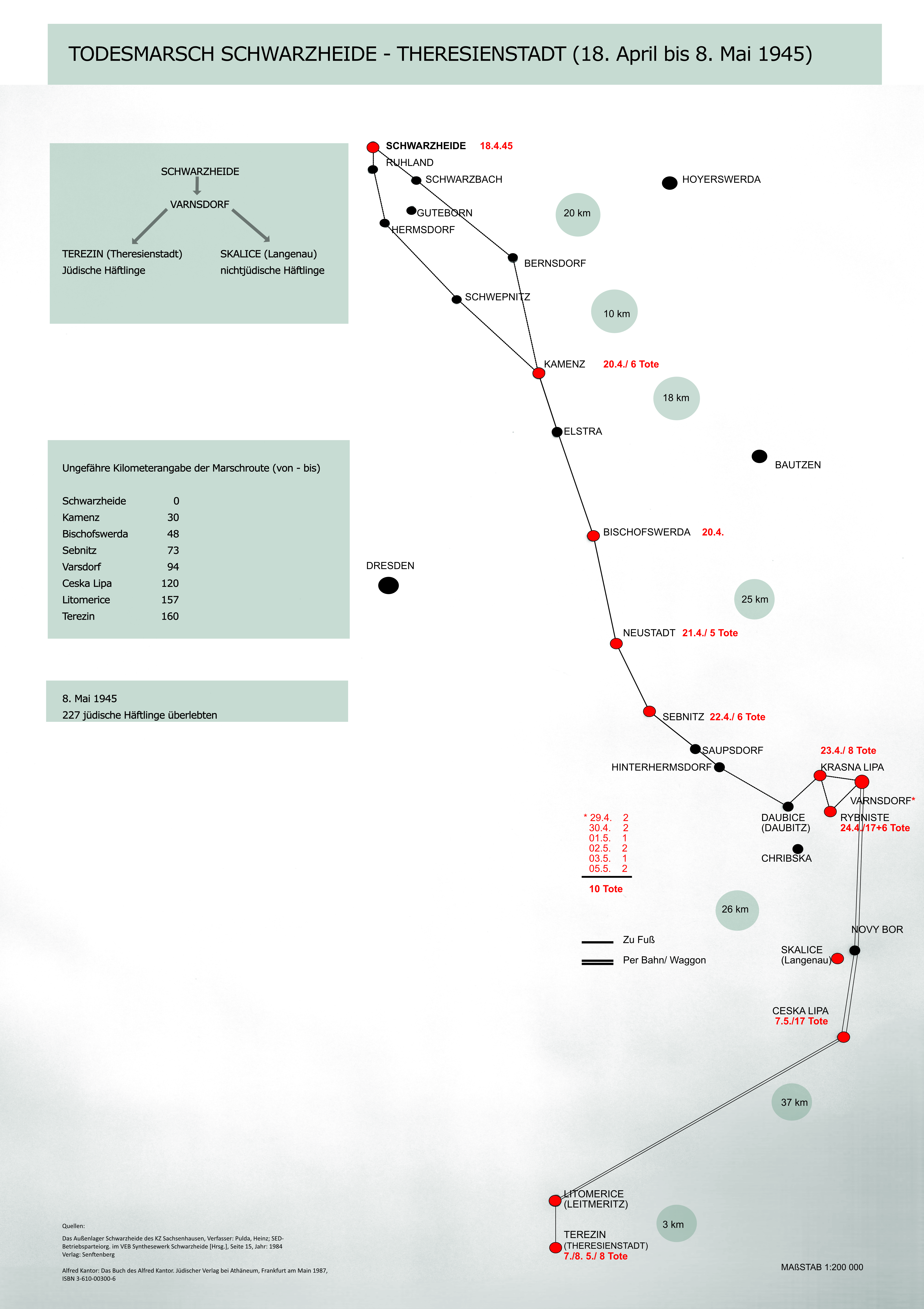
Karte

Stolperschwelle für KZ Schwarzheide-Häftlinge des Todesmarsches in Ruhland am 8. Mai 2025 verlegt

Gedenktafel bei Neustadt für Todesmarsch (2025)

Viele Angaben zum Verlauf und über die Opfer des Todesmarsches sind durch den Häftling und Lagersanitäter Heinrich Roeder (* 1899 in Köln, † 1979 ebenda) überliefert, der verbotenerweise die Namen der umgekommenen Häftlinge in einem Notizbuch notierte, das er in einem Verband am Oberarm versteckt bei sich trug.
18. April 1945
Der Todesmarsch beginnt 4:45 Uhr morgens, teilt sich in 2 (max. 4) Kolonnen, sodass sich der Aufbruch der insgesamt 600 Häftlinge bis zum 19. April hinzieht. Die schwachen Häftlinge werden in der Nacht vom 18. auf den 19.4. aussortiert und nach Sachsenhausen transportiert. Zum Geleit des Todesmarschs gehört ein von Häftlingen gezogener Karren, auf den die Toten aufgeladen werden. Das Kommando hat der Lagerkommandant SS-Hauptsturmführer Franz Sokol. Das Gepäck der zahlreichen SS-Mannschaft wird in einem Lkw befördert. Als ersten auswärtigen Ort passiert die Kolonne die Kleinstadt Ruhland. Die erste Kolonne nimmt die Route Ruhland–Bernsdorf–Kamenz, die zweite verläuft über Ruhland–Hermsdorf–Cunnersdorf–Kamenz.
19. April 1945
Die Kolonnen erreichen Kamenz-Thonberg und Kamenz-Wiesa. Die Häftlinge am Thonberg verbringen die Nacht in einer Ziegelei (Tonfabrik).
20. April 1945
Sechs gehunfähige Häftlinge werden erschossen. Die Kolonne zieht weiter Richtung Süden. Unterwegs werden zweimal in der Ferne sowjetische Panzer gesichtet. Die SS-Leute treiben die Häftlinge zu höherem Tempo an. Die Häftlinge verbringen die folgende Nacht im Freien unweit von Bischofswerda.
21. April 1945
Die Kolonne erreicht Neustadt in Sachsen, wo sechs Häftlinge an der Friedhofsmauer niedergeschossen werden:
Robert Kuffler, Alfred Weinstein, Egon Belak, Milan Mahrer, Franz König und Hans Lustig.
Die Häftlinge verbringen die zweite Nacht im Freien.
22. April 1945
Fünf Häftlinge, die sich am Morgen nicht erheben können, werden von der SS erschossen:
Josef Trakatsch (Häftlingsnummer 86090), Fritz Pollak (85857), Nowicki, ein Pole (185839) und zwei Franzosen (118724, 114673).
Die Kolonne marschiert weiter über Sebnitz und erreicht Saupsdorf, wo die Häftlinge in Scheunen übernachten. Am Abend werden sechs Häftlinge in der Nähe der Gnauckmühle verscharrt:
Harry Braun, Josef Lichtenstein, ein unbekannter Franzose, Josef Ružička, Paul Polaček, Oskar Sobota
23. April 1945

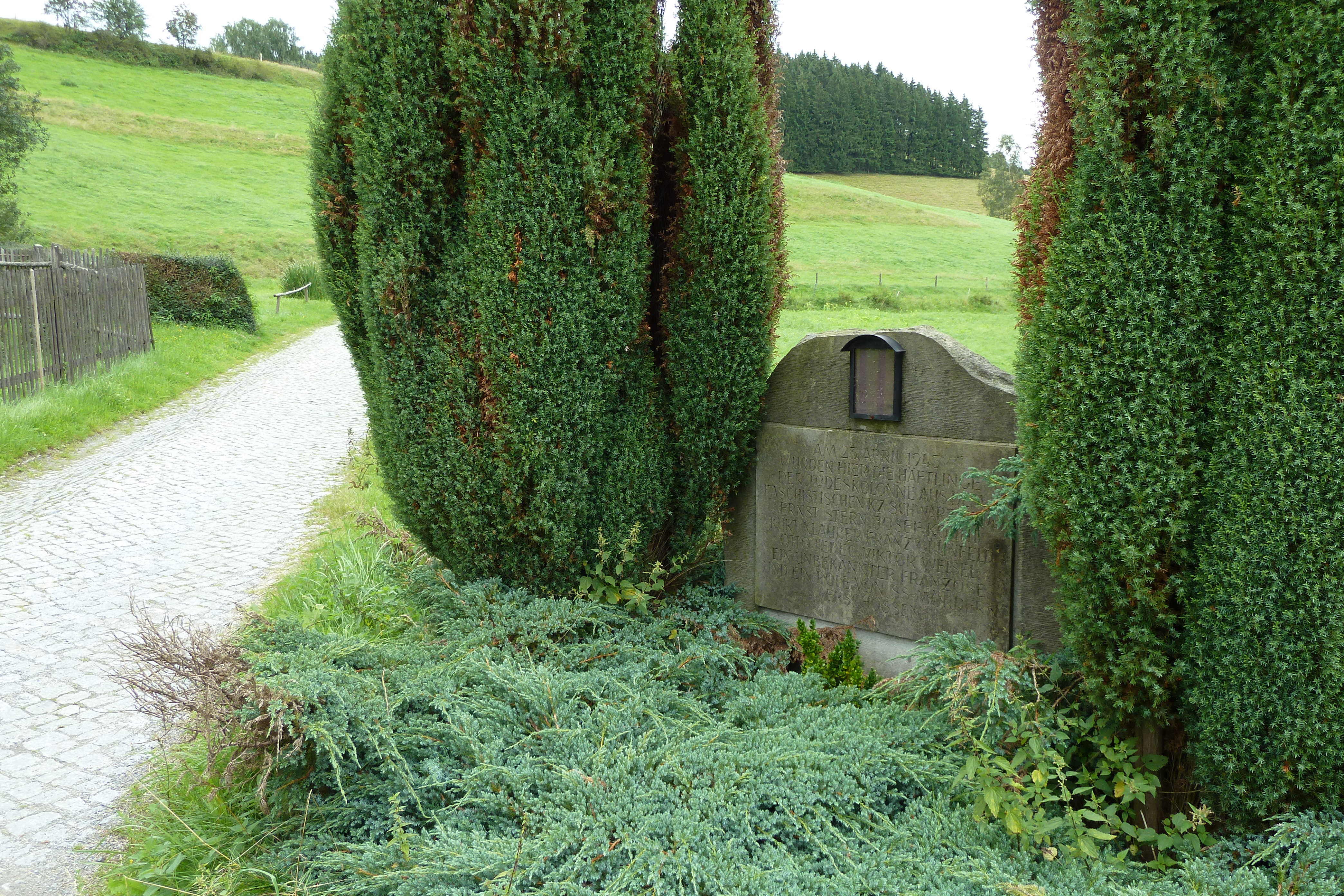
Gedenkstein nahe der Rölligmühle für die dort ermordeten Häftlinge

Die Kolonne zieht am Morgen Richtung Hinterhermsdorf weiter. Am Abzweig Rölligmühle werden acht erschöpfte Häftlinge am Straßenrand von der SS erschossen:
Ernst Stern (86049), Josef Kohut (85632), ein Pole (82990), Kurt Klauber (85600), Franz Grünfeld (85454), ein Franzose (60969), Otto Ledeč (85694) und Victor Weisel (86142).
Nach Passieren der böhmischen Grenze ermorden die SS-Wächter auf einer Waldwiese im Khaatal acht Häftlinge:
Paul Fischer (85343), ein Pole namens Matewsky (114137), Wilhelm Slatin (85956), ein Franzose (117805), Herbert Altschul (85180), Erwin Teichner (86070), Friedrich Kaufmann (85587) und Kurt Altschul (85878).
Am Abend erreicht der Zug Oberkreibitz (Horní Chřibská). Die Häftlinge verbringen die Nacht in der Glashütte.
24. April 1945
In der Nacht zum 24. April 1945 versterben zwölf Häftlinge an den Folgen des Marsches:
Jean Barbier (58804), Ota Bergmann (85223), Rene Gauly (58562, eigentlich René Gachy), Adalbert Grünfeld (85453), Ota Klatscher (85399), Karel Krajsky (85654), Eugen Nestel (85800), Ota Pick (85836), Hans Schiff (85993), Leopold Schlesinger (86003), Hugo Steckler (86037) und ein Russe (86572).
Die fünf Häftlinge, denen das Schaufeln eines Grabes für die in der Nacht Verstorbenen befohlen wurde, werden am noch offenen Grab ebenfalls erschossen und dort verscharrt:
Gabriel Pimentel (85842), Pavel Pick (85838), Rudolf Salzer (85941), Erich Reich (85893) und ein Pole (78811).
Der Marsch wird bis Warnsdorf fortgesetzt, wo die Häftlinge zehn Tage in einer Fabrik untergebracht werden.
5. Mai 1945
Am 5. Mai 1945 werden die Häftlinge in eine jüdische und eine nichtjüdische Gruppe aufgeteilt. Die nichtjüdische Gruppe marschiert über Haida (Nový Bor) bis Langenau (Skalice), wo sie am 9. Mai 1945 von Partisanen befreit wird. Nach der Ankunft versterben viele Häftlinge dieser Gruppe infolge der erlittenen Strapazen. Nur 200 bis 220 von ihnen überleben. Die jüdische Gruppe wird auf dem Bahnhof Warnsdorf in offene Kohlewaggons verladen und Richtung Theresienstadt abtransportiert, aber in Böhmisch Leipa (Česká Lípa) auf ein Nebengleis geschoben.
7. Mai 1945
Nachdem die Häftlinge zwei Tage bei Regen in den offenen Waggons verbringen mussten, werden am 7. Mai 1945 17 Tote festgestellt:
Richard Brauchbar, Franz Dusak, Israel Feldmann, Franz Fleischer, Ota Frankenbusch, Eduard Friedmann, Peter Ganz, Hans Hellman, Leo Kominik, Emanuel Lederer, Viktor Lederer, Adolf Neumann, Paul Neumann, Hans Pless, Kurt Rosenbaum, Karl Stadler und Hans Wiener.
Sie werden zuerst in einem Wald nah der Gemeinde Sosnová begraben, später nach Česká Lípa überführt und am 10. Oktober 1945 auf dem Neuen Jüdischen Friedhof beerdigt.
Am 7. Mai erreicht der Zug Leitmeritz (Litoměřice), von wo die verbliebenen 252 jüdischen Häftlinge zu Fuß in Richtung Theresienstadt in Marsch gesetzt werden. Auf dem Marsch versterben acht Häftlinge:
Fritz Fantel, Rudolf Feith, Karl Fuchs, Rene Lustig, Kurt Reach, Hans Salz, Josef Stein und Franz Zunterstein.
In der Nacht zum 8. Mai 1945 setzt sich die SS-Wachmannschaft ab.
8. Mai 1945
Der Zug der jüdischen Häftlinge erreicht aus eigener Kraft das befreite, aber überfüllte Theresienstadt. Bei Ankunft der Häftlinge verstarb der Franzose Eugen Vanielle (eigentlich Eugène Veuillet), in den darauffolgenden Stunden rund weitere 20 Kameraden im Krankenhaus an Entkräftung und Krankheit.

## Zahlen der Opfer und der Überlebenden
Die Zahlen der Toten des Marschs und der Überlebenden variieren in der Literatur und in den Überlebendenberichten ein wenig. In Skalice kamen 200 Häftlinge (Jamais S. 20) bis 220 (nach anderen Quellen) an, von denen nach der Ankunft 20 im örtlichen Krankenhaus verstarben. In Theresienstadt kamen 240 bis 252 jüdische Häftlinge (höchstens 260) lebend an. Je nachdem, ob man die Zahl der Häftlinge, die in den Tagen nach der Befreiung an Entkräftung und Krankheit verstarben, mitzählt oder nicht, variiert die Zahl der Opfer des gesamten Todesmarschs zwischen 140 und 180.

## Gedenkorte

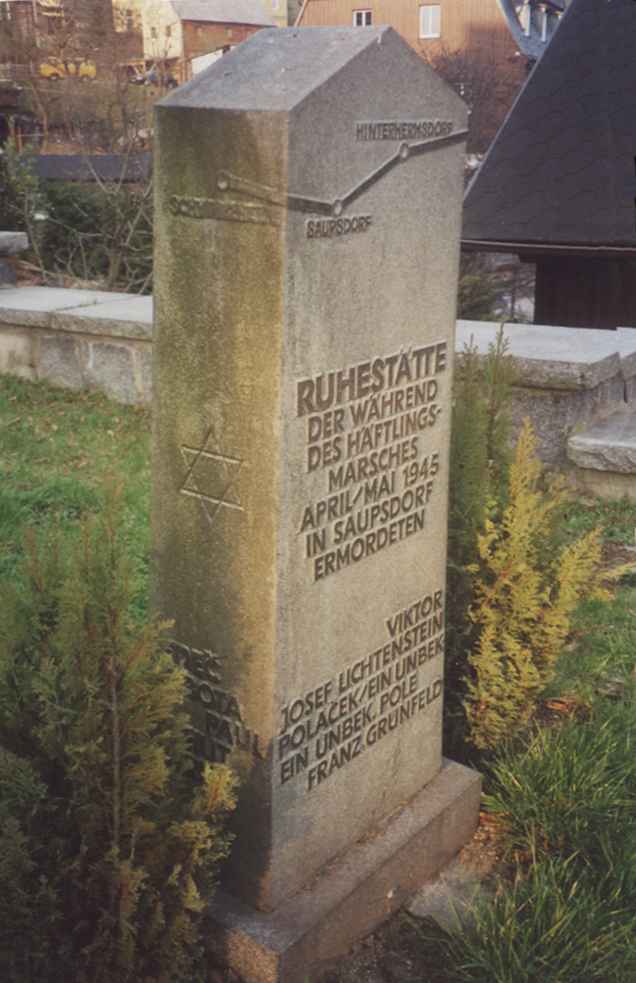
Todesmarschstele von 1985 auf dem Friedhof Saupsdorf (Foto 2005)

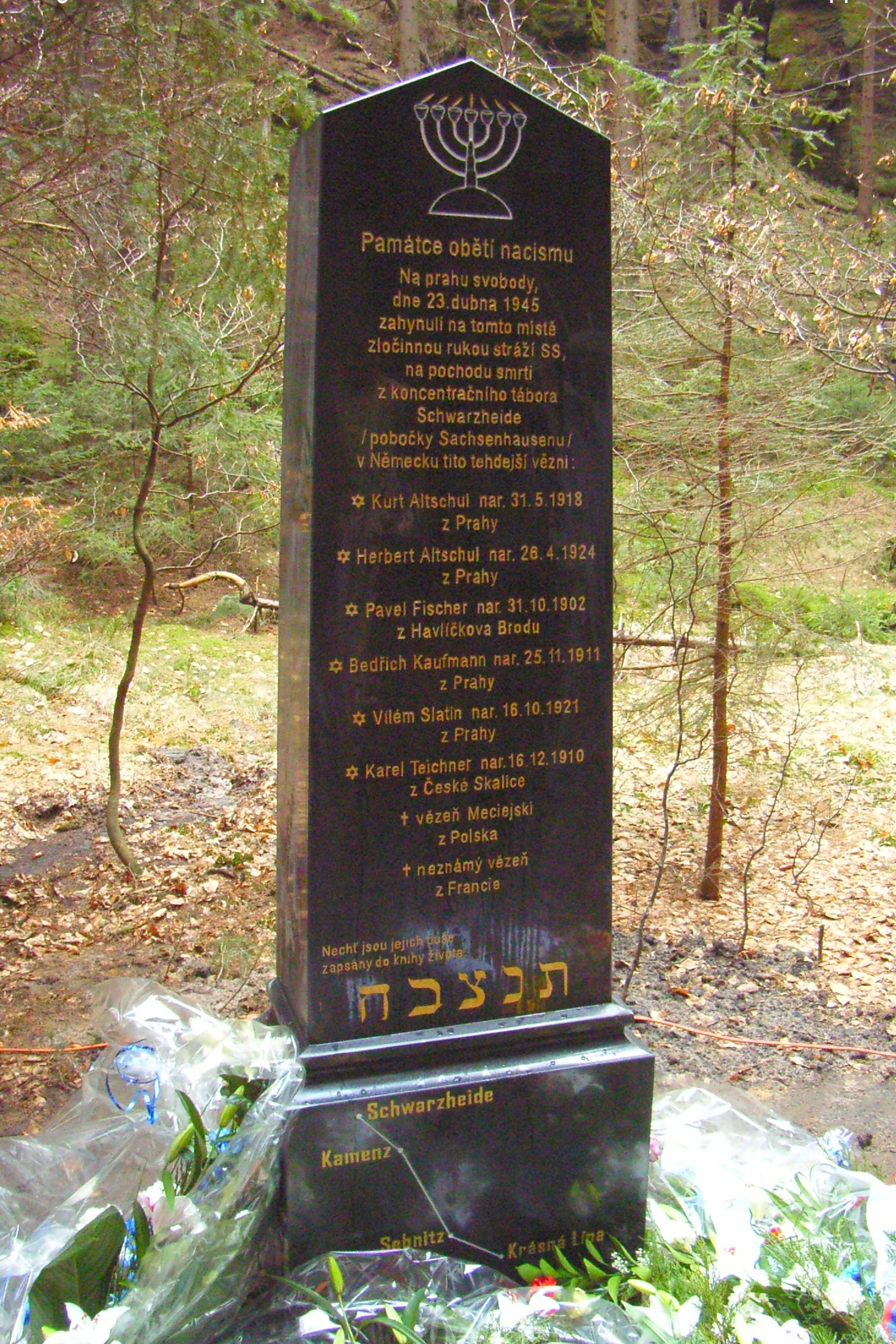
Gedenkstein für die im Khaatal ermordeten Häftlinge (Foto vom Tag der Einweihung im Jahr 2006)

Bereits am 29. September 1945 wurden 14 in Saupsdorf umgekommene Opfer exhumiert und auf dem Friedhof Saupsdorf beigesetzt.
In den 1970er-Jahren begann die AG Junge Historiker Sebnitz / Sachsen unter Leitung des Pädagogen Heinz Senenko (1932–2005) den Todesmarsch zu erforschen. Unter den damaligen Verhältnissen geschah dies durch die Befragung von ortsansässigen Einwohnern (oral history), welche die Kolonne einst wahrgenommen hatten, und vor allem durch die Berichte der überlebenden Häftlinge in der ČSSR, zu denen die AG Junge Historiker Kontakte herstellen konnte. Die Recherchen der AG führten zur Errichtung von Gedenkorten entlang der Todesmarschstrecke. Die erste Tafel wurde am 20. Mai 1983 in Langburkersdorf übergeben. Weitere Tafeln folgten 1984 und 1985 in Sebnitz, Berthelsdorf (Ortsteil von Neustadt / Sachsen), Saupsdorf, Hinterhermsdorf, Khaatal, Bischofswerda und Kamenz.
Im Juli 2005 wurden die auf sächsischem Territorium befindlichen 16 „Gedenkmonumente zum Todesmarsch“ in ihrer Gesamtheit durch das Landesamt für Denkmalschutz gemäß § 2 Sächsisches Denkmalschutzgesetz (SächsDSchG) unter Schutz gestellt, davon allein 14 in und um Sebnitz. Über Sachsen hinaus gibt es Tafeln in Schwarzheide (Land Brandenburg) und auf dem Gebiet der Tschechischen Republik. Nach der politischen Wende in der DDR hat die AG Junge Historiker unter der Bezeichnung „Spurensucher“ ihre Arbeit unter veränderten Bedingungen fortgesetzt, sodass die Todesmarsch-Strecke vom Ausgangspunkt in Schwarzheide bis Česká Lípa (Böhmisch Leipa) heute mindestens 21 Steine und Gedenkorte zählt (Stand 2023). Hinzu kommen Einzelgräber für Häftlinge, die von lokalen Gedenkinitiativen oder von Angehörigen der Toten angelegt wurden. Nach dem Tod von Heinz Senenko konstituierte sich seine Gruppe unter dem Namen „Gruppe Grenzlos“ neu und setzte die Arbeit über rund zehn Jahre fort. Heute gibt es beiderseits der deutsch-tschechischen Grenze Initiativen in Lauchhammer, Ruhla, Pirna, Norderstedt (bei Hamburg), Prag und Nový Bor, welche die Erinnerung an den Todesmarsch durch Gedenkveranstaltungen und Forschungen wachhalten (Stand 2023). 2025 wurde in Ruhland eine Stolperschwelle verlegt.